# فروانتال آندر لاسنیتس
فروانتال آندر لاسنیتس (به آلمانی: Frauental an der Laßnitz) یک منطقهٔ مسکونی در اتریش است که در دویچلندسبرگ واقع شده‌است. فروانتال آندر لاسنیتس ۱۵٫۵۲ کیلومتر مربع مساحت دارد ۳۳۲ متر بالاتر از سطح دریا واقع شده‌است.